# Jake Hanna
Jake Hanna (4. april 1931 – 12. februar 2010) var en amerikansk jazz-trommeslager.
Han startede med at spille i hans hjemby Boston, og efter var han trommeslager i Storyville i 1950'erne og 1960'erne.  Han lavede omfattende arbejde som studiemusiker både i og ud af jazz. Han indspillede flere albums med Carl Fontana for Concord Jazz i midten af 1970'erne.
Han døde den 12. februar 2010 i Los Angeles, Californien af komplikationer fra blodsygdom.

## Eksterne kilder og henvisninger
- Biografi af Jake Hanna på drummerworld.com